# Lord Gordon Gordon
Lord Gordon Gordon (h. 1840-1 de agosto de 1874), también conocido como Lord Glencairn y como el Honorable Sr. Herbert Hamilton, fue un estafador e impostor británico, responsable de uno de los mayores fraudes del siglo XIX en los Estados Unidos. Estafó un millón de dólares al magnate Jay Gould, que estaba luchando por el control del Ferrocarril del Erie, y luego huyó a Canadá. Un intento fallido de secuestro por parte de Gould y sus asociados terminó en su arresto y casi causó una confrontación militar entre Estados Unidos y Canadá.

## Vida en Gran Bretaña
Poco se sabe sobre los primeros años de Lord Gordon-Gordon. Se desconoce su nombre real, y se rumoreaba que era el hijo ilegítimo de un clérigo de North Country y de la criada de su familia. 
El primer incidente importante que involucró a Gordon-Gordon fue en 1868, cuando, bajo el nombre de "Lord Glencairn", estafó 25.000 libras a los joyeros londinenses Marshall & Son. En marzo de 1870, dejó Gran Bretaña y viajó a los Estados Unidos.

## Carrera en Norteamérica
Glencairn tomó el nombre de "Lord Gordon-Gordon" como su alias, alegando ser primo de los Campbell, descendiente de Lochinvar y de los antiguos reyes de las Highlands escocesas. Llegó a Minneapolis, Minnesota, y se puso en contacto con los directivos del Ferrocarril del Pacífico Norte. Les dijo que estaba en los Estados Unidos para poder comprar grandes extensiones de tierra, sobre las cuales podría asentar colonos de sus propiedades superpobladas en Escocia.
El siguiente gran movimiento de Gordon-Gordon se produjo tres meses después, cuando se mudó a la ciudad de Nueva York, alegando que iba a transferir sus fondos de Escocia para financiar su compra. Con él, llevaba una carta de presentación de Jay Gould, quien estaba tratando de obtener el control del Ferrocarril del Erie, en la denominada Guerra del Erie. Gordon-Gordon le dijo a Gould que, con el acuerdo de varios europeos que tenían acciones en la compañía, podría ayudarle a obtener el control del ferrocarril. Gould acordó compensarle, cediéndole 1 millón de dólares en acciones negociables, en lo que llamó "una combinación de intereses": es decir, un soborno. Sin embargo, tan pronto como Gordon-Gordon recibió las acciones, las puso en el mercado, estafando a Gould.
Gould demandó a Gordon-Gordon, que fue llevado a juicio en marzo de 1873. En el tribunal, Gordon-Gordon dio los nombres de los personajes europeos que afirmaba representar, y se le concedió la libertad bajo fianza mientras se verificaban las referencias. Gordon-Gordon aprovechó esta oportunidad para huir a Canadá, donde convenció a las autoridades de que las acusaciones presentadas contra él eran falsas, y ofreció comprar grandes partes de Manitoba, una inversión que traería prosperidad a Canadá.
Después de no poder convencer u obligar a las autoridades canadienses a entregar a Gordon-Gordon, Gould y sus asociados, que incluían a dos futuros gobernadores de Minnesota y a tres futuros miembros del Congreso (Loren Fletcher, John Gilfillan y Eugene McLanahan Wilson), intentaron secuestrarlo. El grupo tuvo éxito, pero fueron detenidos y arrestados por la Policía Montada del Noroeste antes de que pudieran regresar a los Estados Unidos. Los secuestradores fueron encarcelados y se les negó la libertad bajo fianza. Esto condujo a un incidente internacional entre los Estados Unidos y Canadá. Al enterarse de que los secuestradores no obtenían la libertad bajo fianza, el gobernador de Minnesota Horace Austin exigió su regreso y puso a la milicia local en un estado de plena alerta. Miles de habitantes de Minnesota se ofrecieron como voluntarios para una invasión militar de Canadá. Sin embargo, después de las negociaciones, las autoridades canadienses liberaron a los secuestradores bajo fianza.
Gordon-Gordon se creía seguro, ya que en ese momento el gran robo y la malversación de fondos no eran crímenes lo suficientemente graves como para justificar la extradición. Sin embargo, las noticias sobre Gordon-Gordon llegaron a Europa. La firma Marshall & Son, los joyeros a los que Gordon-Gordon había estafado algunos años antes, envió un representante a Canadá que identificó a Gordon-Gordon como Lord Glencairn. Gordon-Gordon afirmó que era una campaña de desprestigio creada por Gould y sus asociados, pero las autoridades canadienses consideraron los cargos lo suficientemente graves como para condenarlo a la deportación. Antes de ser deportado, Gordon-Gordon celebró una fiesta de despedida en su habitación del hotel, donde hizo regalos caros a sus invitados. Después de la fiesta, se suicidó disparándose el 1 de agosto de 1874.